# Sedum spurium
El sedo bastardo (Sedum spurium) es una de las especies del género Sedum de floración más espectacular y abundante. 

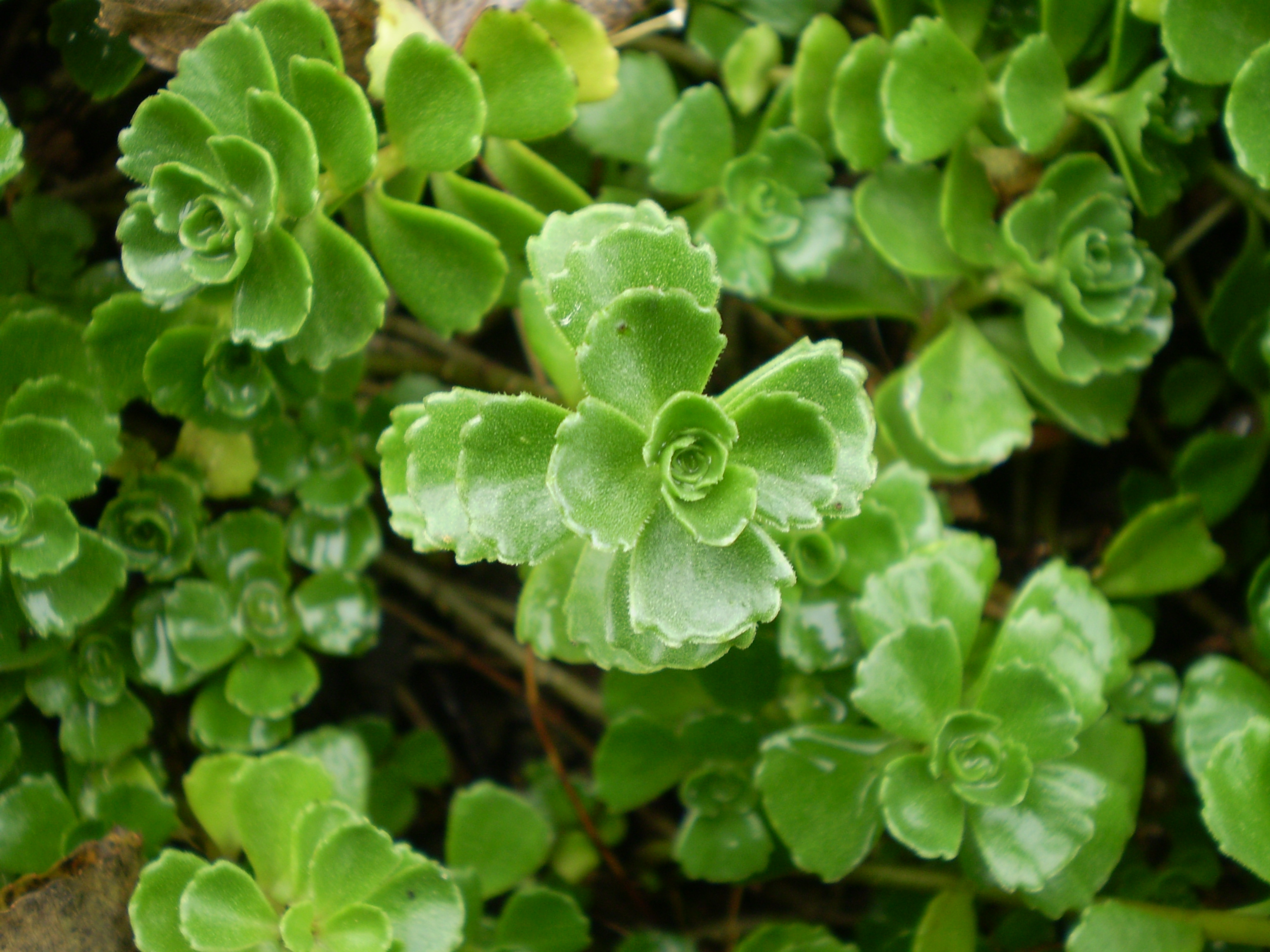
Detalle de las hojas

## Descripción
Es una planta perenne muy resistente que raramente alcanza los 50 cm de altura, pues tiende a crecer en horizontal, emitiendo raíces adventicias que se fijan al terreno, por lo que se utiliza como planta tapizante en rocallas o taludes.
Posee hojas suculentas de forma oval de entre 2 y 3 cm de longitud que se agrupan en roseta. Las flores, como todas las del género, tienen 5 pétalos y 5 estambres. 
Existen diversas variedades cultivares de esta especie con diferente coloración floral: Album de flores blancas, Coccineum de color escarlata, Schorbuser blut y Splendens  con flores carmesíes, Purpurteppich de hojas y flores color púrpura, Roseum superbum de flores rosadas. De procedencia caucásica, esta planta es apta para cultivos exteriores, vegeta bien en exposiciones soleadas y requiere poca agua. Su abundante floración se extiende de junio a agosto.

## Taxonomía
Sedum spurium fue descrita por Friedrich August Marschall von Bieberstein y publicado en Flora Taurico-Caucasica 1: 352. 1808.
Etimología
Ver: Sedum
spurium: epíteto latino que significa "falso".
Sinonimia
| - Anacampseros ciliaris Haw. - Anacampseros dentata Haw. - Anacampseros spuria (M.Bieb.) Haw. - Asterosedum spurium (M.Bieb.) Grulich - Crassula crenata Desf. - Phedimus crenatus (Desf.) V.V.Byalt - Phedimus spurius (M.Bieb.) 't Hart | - Sedum ciliare (Haw.) Sweet - Sedum congestum K.Koch ex Boiss. - Sedum crenatum (Desf.) Boiss. - Sedum dentatum (Haw.) DC. - Sedum denticulatum Donn ex Haw. - Sedum lazicum Boiss. - Sedum oppositifolium Sims - Spathulata spuria (M.Bieb.) Á.Löve & D.Löve |